# Matteo Bartolini
Matteo Bartolini, noto anche come Matteo da Castello, (Città di Castello, 1530 ca. – Roma, dopo 1597), è stato un architetto italiano.

## Opere
- Convento della chiesa di Santa Maria della Scala
- Ricostruzione del Ponte Rotto a Roma (1573-1575)
- Costruzione dell'Acquedotto Felice, progetto poi passato a Giovanni Fontana.[2]